# Легаспі
Легаспі, Легаспія (баск. Legazpi (офіційна назва), ісп. Legazpia) — муніципалітет в Іспанії, у складі автономної спільноти Країна Басків, у провінції Гіпускоа. Населення — 8715 осіб (2009).
Муніципалітет розташований на відстані близько 310 км на північ від Мадрида, 41 км на південний захід від Сан-Себастьяна.
На території муніципалітету розташовані такі населені пункти: (дані про населення за 2009 рік)
- Брінкола: 142 особи
- Легаспі: 8364 особи
- Тельєріарте: 209 осіб

## Демографія
Динаміка населення (INE ):

## Галерея зображень

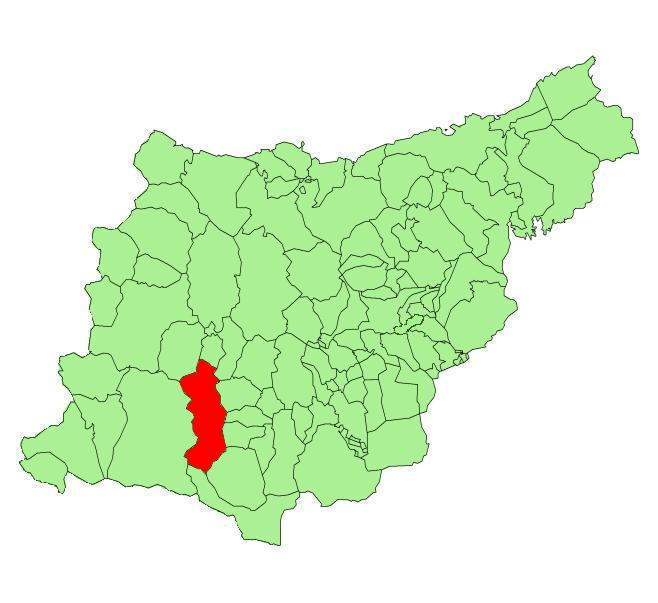
Розташування муніципалітету
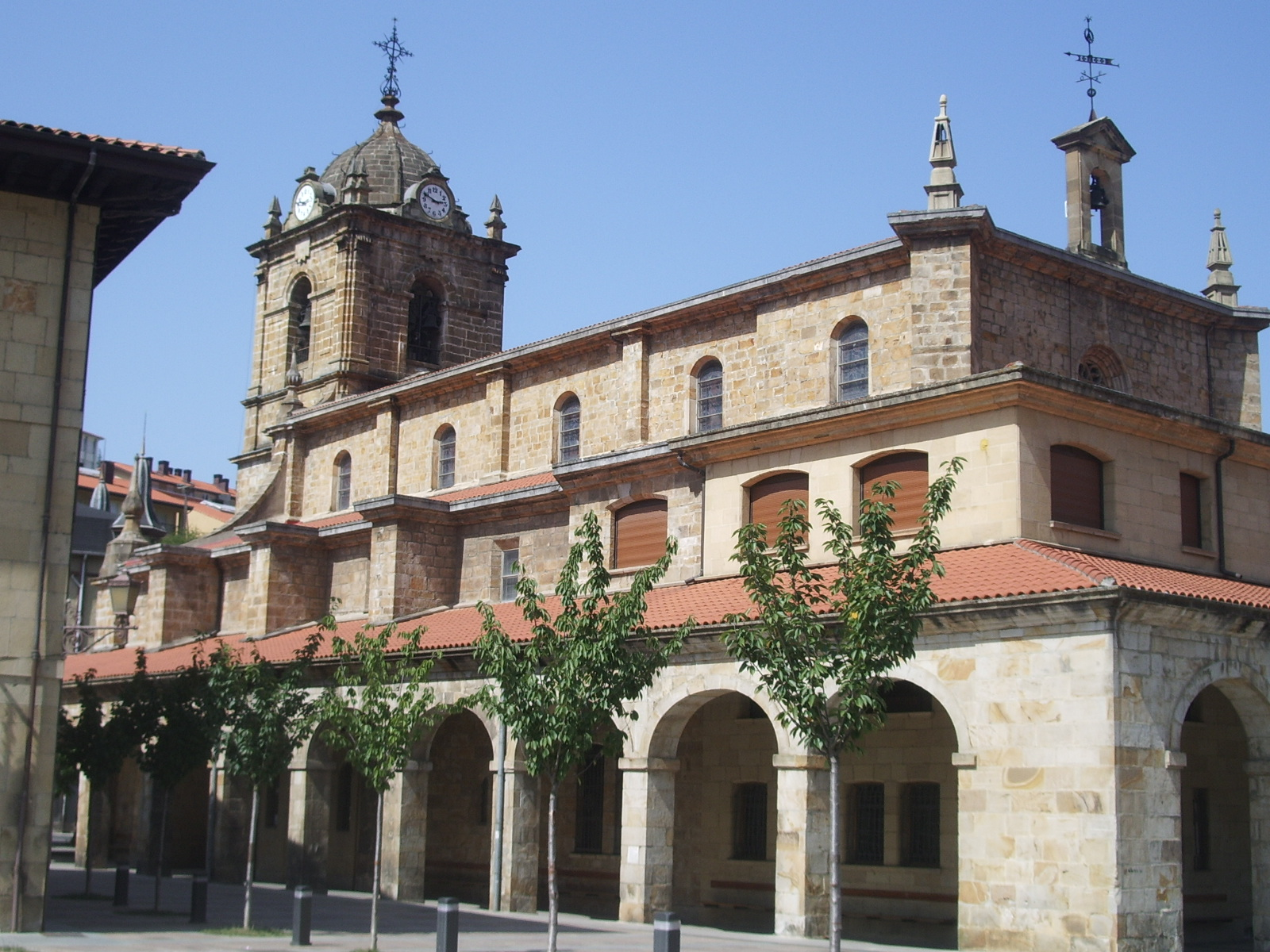
Церква у Легаспі
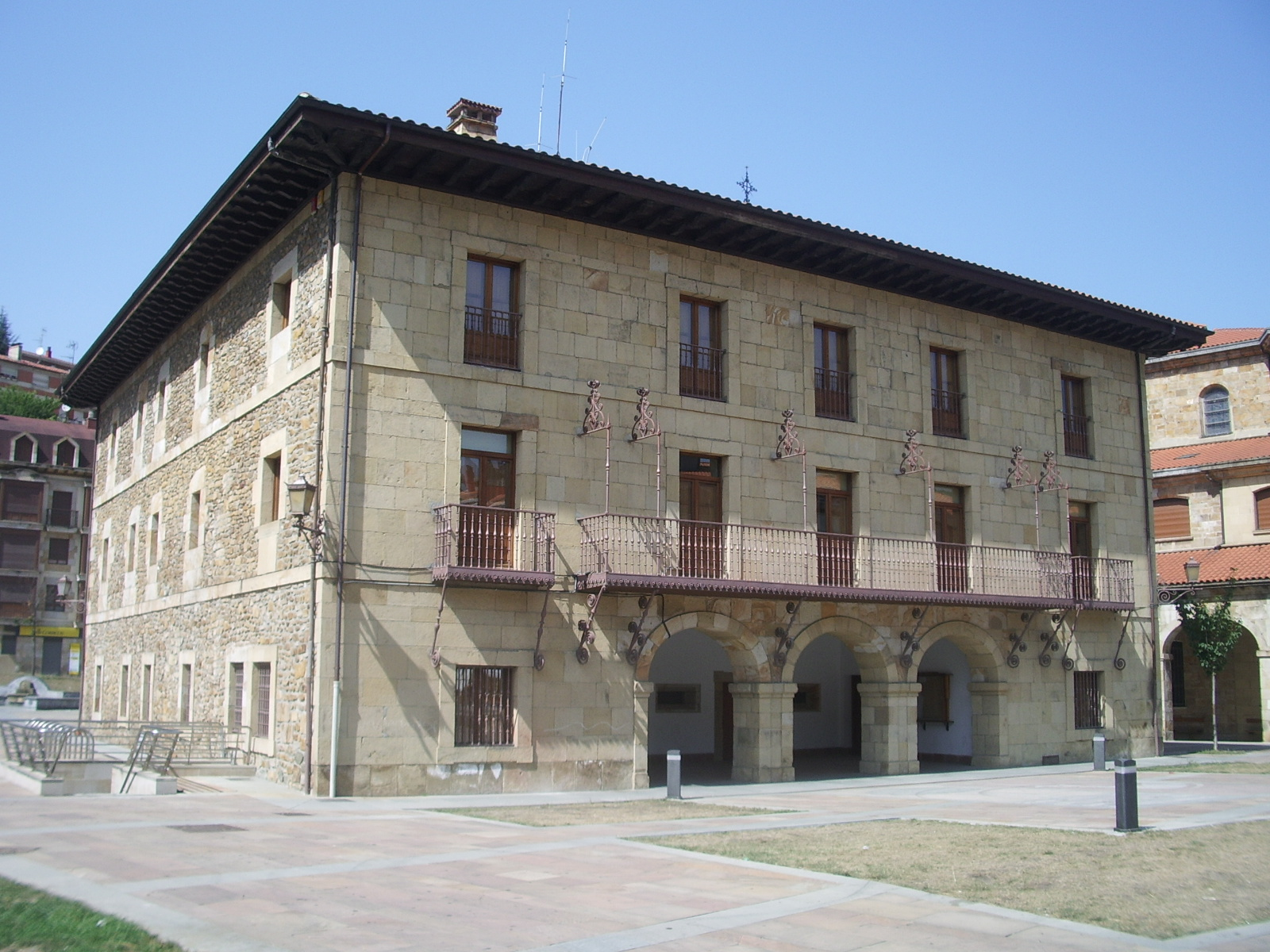
Муніципальна рада